# António Roquete
António Fernandes Roquete (Salvaterra de Magos, 8 agosto 1906 – Lisbona, 18 dicembre 1995) è stato un calciatore portoghese, di ruolo portiere.

## Carriera
Ha rappresentato la Nazionale portoghese alle Olimpiadi del 1928.